# David Pasqualucci
David Pasqualucci (Frascati, 27 juni 1996) is een Italiaans boogschutter.

## Carrière
Pasqualucci nam in 2016 deel aan de Olympische Spelen waar hij won van Areneo David. In de tweede ronde verloor hij verrassend van Antonio Fernández, terwijl hij in de kwalificaties nog als derde eindigde. Hij won daarna tal van wedstrijden met de Italiaanse ploeg en werd in 2017 wereldkampioen indoor.

## Erelijst

### Wereldkampioenschap
- 2015:  Kopenhagen (team)

### Europees kampioenschap
- 2017:  Vittel (indoor, individueel)
- 2017:  Vittel (indoor, team)

### Europese Spelen
- 2019:  Minsk (team)

### World Cup
- 2017:  Antalya (individueel)
- 2017:  Antalya (team)
- 2019:  Antalya (team)